# Đỗ Hữu Ca
Đỗ Hữu Ca (sinh 23 tháng 11 năm 1958) là một cựu Thiếu tướng Công an nhân dân Việt Nam. Ông là cựu Giám đốc Công an thành phố Hải Phòng, Ủy viên Ủy ban nhân dân thành phố Hải Phòng. Năm 2024, Ca bị tuyên mức án 10 năm tù về tội lừa đảo chiếm đoạt tài sản.

## Thân thế và sự nghiệp
Đỗ Hữu Ca nổi tiếng với phát ngôn trong Vụ án cưỡng chế đất ở Tiên Lãng năm 2012.
Đỗ Hữu Ca được phong hàm Thiếu tướng ngày 13 tháng 7 năm 2014, chỉ vài tuần trước phiên phúc thẩm xử Đoàn Văn Vươn.
Ngày 29 tháng 9 năm 2015 Đỗ Hữu Ca được Bộ Tài nguyên và Môi trường tôn vinh là một trong những cá nhân điển hình tiên tiến về bảo vệ môi trường giai đoạn 2011-2015.
Ngày 2 tháng 1 năm 2019, Thiếu tướng Đỗ Hữu Ca nhận quyết định nghỉ hưu từ Bộ Công an Việt Nam. Người kế nhiệm vị trí Giám đốc Công an thành phố Hải Phòng là đại tá Lê Ngọc Châu, nguyên Phó Tư lệnh Bộ Tư lệnh Cảnh sát cơ động, hiện nay là Thiếu tướng, Tư lệnh Bộ Tư lệnh Cảnh sát cơ động.

## Bị bắt khẩn cấp
Ngày 18 tháng 2 năm 2023, Đỗ Hữu Ca bị Công an tỉnh Quảng Ninh bắt khẩn cấp về tội "lừa đảo chiếm đoạt tài sản" vì liên quan đến một vụ án hình sự về Trốn thuế, Mua bán trái phép hoá đơn, chứng từ nộp ngân sách nhà nước xảy ra tại Quảng Ninh và Hải Phòng. Việc bắt khẩn cấp có sự phối hợp giữa Bộ Công an, Công an tỉnh Quảng Ninh và Công an thành phố Hải Phòng.
Ông Ca bị bắt giữ vì có liên quan đến một vụ án bị Công an tỉnh Quảng Ninh khởi tố hồi tháng 4 năm 2022. Trong quá trình điều tra vụ án, công an phát hiện đường dây mua bán trái phép hoá đơn nhằm mục đích trốn thuế của 1 công ty do ông Trương Xuân Đước (52 tuổi, quê ở Hải Phòng) cầm đầu. Mục đích hoạt động của công ty này là hợp thức hoá hồ sơ, mua bán hoá đơn giá trị gia tăng. Ông Đước đã chuyển cho vợ chồng ông Ca hàng chục tỷ đồng để chạy án nhưng không thành.
Ngày 22 tháng 2 năm 2023, ông Ca bị Cơ quan An ninh điều tra Công an tỉnh Quảng Ninh khởi tố, tạm giam về tội Lừa đảo chiếm đoạt tài sản, vì đã nhận 35 tỷ đồng của trùm buôn hoá đơn Trương Xuân Đước với mục đích "chạy án".
Tại cuộc họp ngày 28 tháng 3 năm 2023, Ban Bí thư quyết định khai trừ ông Đỗ Hữu Ca ra khỏi Đảng, vì đã suy thoái về tư tưởng chính trị, đạo đức, lối sống, tiêu cực; vi phạm quy định về những điều đảng viên không được làm và trách nhiệm nêu gương. Ông Ca cũng bị cho là vi phạm quy định của Đảng và pháp luật của Nhà nước, gây hậu quả "rất nghiêm trọng", làm thiệt hại rất lớn tiền, tài sản của Nhà nước, ảnh hưởng xấu đến uy tín của tổ chức đảng, gây bức xúc trong xã hội.

## Vụ cưỡng chế đất tại Tiên Lãng
Năm 2012, ông Ca đã tới hiện trường chỉ đạo giải quyết việc chống đối của gia đình ông Đoàn Văn Vươn. Tháng 2 năm 2013, Thủ tướng kết luận, các quyết định thu hồi, cưỡng chế 19,3 ha đầm tôm của gia đình ông Vươn đều trái luật. Nhiều cán bộ sau đó bị xử lý do chỉ đạo phá nhà ông Vươn.

### Phát ngôn đáng chú ý
Sau việc cưỡng chế tại Tiên Lãng, trả lời báo điện tử VnMedia trong cuộc phỏng vấn được đăng tải ngày 8 tháng 1 năm 2012, Đỗ Hữu Ca khi đó là Giám đốc Công an thành phố Hải Phòng mô tả:
"vụ việc hôm ấy tuy bắt không được đối tượng nhưng mà trấn áp được đối tượng. Phải nói rằng việc hiệp đồng tác chiến cực kỳ hay. Tôi bảo, không có cuộc diễn tập nào thành công bằng cuộc diễn tập lần này. Một là, anh em cơ động dùng thuyền để tiếp cận là chưa có bao giờ trong giáo án, đã phải dùng thuyền nan để chèo vào, bí mật áp sát mục tiêu đấy. Đánh mũi trực diện nghi binh ra làm sao. Rồi là tác chiến vòng ngoài, vòng trong thế nào. Tôi nghĩ là rất hay, có thể viết thành sách. Tôi nói với các đồng chí Thường trực rằng đây không phải kế hoạch tập trận nhưng đúng là phải rút kinh nghiệm, cái này nó rất là hay, có sự kết hợp giữa địa phương, giữa công an, quân đội, biên phòng rất là đẹp, đâm ra không có gì phải phàn nàn về cái chuyện ấy cả."